# Rotonda
Rotonda ist ein census-designated place (CDP) im Charlotte County im US-Bundesstaat Florida. Das U.S. Census Bureau hat bei der Volkszählung 2020 eine Einwohnerzahl von 10.114 ermittelt.

## Geographie
Rotonda liegt im Südwesten Floridas am Golf von Mexiko und rund 30 km westlich von Punta Gorda sowie etwa 140 km südlich von Tampa. Der Stadtkern und der darum herumlaufende Ring sind kreisrund angelegt. Aus der Luft betrachtet sieht der Ort wie ein riesiges Rad mit Speichen aus.

## Demographische Daten
Laut der Volkszählung 2010 verteilten sich die damaligen 8759 Einwohner auf 6581 Haushalte. Die Bevölkerungsdichte lag bei 307,3 Einw./km². 97,3 % der Bevölkerung bezeichneten sich als Weiße, 1,0 % als Afroamerikaner, 0,1 % als Indianer und 0,7 % als Asian Americans. 0,3 % gaben die Angehörigkeit zu einer anderen Ethnie und 0,5 % zu mehreren Ethnien an. 1,9 % der Bevölkerung bestand aus Hispanics oder Latinos.
Im Jahr 2010 lebten in 11,9 % aller Haushalte Kinder unter 18 Jahren sowie 60,0 % aller Haushalte Personen mit mindestens 65 Jahren. 66,3 % der Haushalte waren Familienhaushalte (bestehend aus verheirateten Paaren mit oder ohne Nachkommen bzw. einem Elternteil mit Nachkomme). Die durchschnittliche Größe eines Haushalts lag bei 1,98 Personen und die durchschnittliche Familiengröße bei 2,38 Personen.
11,5 % der Bevölkerung waren jünger als 20 Jahre, 8,4 % waren 20 bis 39 Jahre alt, 22,8 % waren 40 bis 59 Jahre alt und 57,3 % waren mindestens 60 Jahre alt. Das mittlere Alter betrug 63 Jahre. 47,8 % der Bevölkerung waren männlich und 52,2 % weiblich.
Das durchschnittliche Jahreseinkommen lag bei 48.487 $, dabei lebten 7,5 % der Bevölkerung unter der Armutsgrenze
Im Jahr 2000 war Englisch die Muttersprache von 92,84 % der Bevölkerung, spanisch sprachen 3,18 % und 3,98 % hatten eine andere Muttersprache.

## Wirtschaft
Eine nennenswerte Industrie gibt es nicht. Die hauptsächlichen Beschäftigungszweige sind: Ausbildung, Gesundheit und Soziales: (21,5 %), Handel / Einzelhandel: (21,7 %), Kunst, Unterhaltung, Nahrungsmittel, Restaurants: (15,1 %).

## Schulen
- Vineland Elementary School
- L. A. Ainger Middle School

## Kliniken
- Fawcett Memorial Hospital in Port Charlotte
- St. Joseph Hospital in Port Charlotte
- Charlotte Regional Medical Center in Punta Gorda

## Parks und Sportmöglichkeiten
Es gibt verschiedene Stadtparks sowie mehrere sportliche Einrichtungen sowie Spielwiesen und Möglichkeiten zum Camping und Grillen.

## Kriminalität
Die Kriminalitätsrate hat einen Index von 229,0 Punkte. (Vergl. US-Landesdurchschnitt: 330,6 Punkte)

2002 gab es 2 Morde, 16 Vergewaltigungen, 43 Raubüberfälle, 106 tätliche Angriffe auf Personen, 130 Einbrüche, 365 Diebstähle und 96 Autodiebstähle.